# Polarna regija
██ polarna područja i
██ subpolarna područja (tundra)
Zemljine polarne regije su područja globusa koja okružuju polove, a nalaze se sjeverno od Arktičkog i južno od Antarktičkog kruga. Karakterizira ih polarna klima, ekstremno hladne temperature, jaka glacijacija i ekstremne varijacije u dnevnim satima s 24-satnim danom tijekom ljeta (ponoćno sunce) i trajnom tamom sredinom zime. Središta tih regija čine sjeverni i južni pol, pa stoga tim regijama dominiraju polarne ledene kape koje se na sjeveru nalaze na oceanu, a na jugu na antarktičkom kontinentu.
Ostali planeti i prirodni sateliti Sunčeva sustava imaju zanimljive zavojke oko svojih polarnih regija. Zemljin prirodni satelit Mjesec vjerojatno sadrži obilne naslage leda u dubokim kraterima svojih polarnih regija koje nikad ne vide izravnu sunčevu svjetlost. Mars ima polarne kape poput Zemlje, ali se za razliku od Zemljinih ledenih kapa one sastoje većinom od ugljičnog dioksida. Ekstreman nagib Uranove osi uzrokovao je jedinstvenu situaciju u kojoj je svaki pol u određenom dijelu godine gotovo izravno okrenut k Suncu.
U odnosu na klimu i vegetaciju, polarna područja su s druge strane granice rasta šuma, prema polovima. Uz neke dijelove vanjskog rubna polarnih područja uspijeva se još održati vegetacija tundre, no na onim dijelovima bliže polovima gdje vlada krajnja, ekstremna polarna klima rast bilo kakvog biljnog pokrova je praktički nemoguć. Životinje koje tu žive (na primjer bijeli medvjedi) su upućene isključivo na životinjsku prehranu. Pored toga, ovdje plankton ima naročito značenje kao temelj hranidbenog lanca.

## Život u ekstremima
Iako su polarne regije vrlo ekstremne i neprijateljske - što otežava istraživanja u tim područjima usprkos suvremenoj tehnici i čini ih još uvijek rizičnim - različiti oblici života postoje i na sjevernoj (na primjer bijeli medvjedi) kao i na južnoj polutki (na primjer pingvini) idealno prilagođeni tim vrlo teškim uvjetima života. 
U Zemljinoj sjevernoj polarnoj regiji nalaze se mnoga naselja, dok se nijedno naselje, osim znanstvenih baza, ne nalazi u južnoj polarnoj regiji, koja je hladnija od sjevernih polarnih regija.

## Više informacija
- Geografski pol
- Južni pol
- Sjeverni pol
- Antarktička ekozona